# جاناتان فیگوئرا
جاناتان فیگوئرا (انگلیسی: Jonathan Figueira؛ زادهٔ ۱۰ آوریل ۱۹۹۲) بازیکن فوتبال اهل آرژانتین است.